# Leif Kristian Haugen
Leif Kristian Haugen, född 29 november 1987, är en norsk alpin skidåkare som vann bronsmedalj i storslalom vid världsmästerskapen i alpin skidsport 2017.
Haugen deltog vid olympiska vinterspelen 2010 och olympiska vinterspelen 2014, hans bästa olympiska placering är 12:e platsen i slalom 2014.